# Ingrid Newkirk
Ingrid Newkirk (Surrey, Reino Unido, 11 de junho de 1949) é uma ativista dos direitos animais, autora, presidente e co-fundadora da People for the Ethical Treatment of Animals (PETA), a maior organização do mundial pelos direitos dos animais. Ela é autora de muitos livros sobre libertação animal, incluindo Free the Animals, com o prefácio de Chrissie Hynde, e Making Kind Choices, cujo prefácio foi feito por Paul McCartney.